# Tricentrus cornutus
Tricentrus cornutus är en insektsart som beskrevs av Ananthasubramanian 1980. Tricentrus cornutus ingår i släktet Tricentrus och familjen hornstritar. Inga underarter finns listade i Catalogue of Life.